# Extertal

Extertal est une commune de Rhénanie-du-Nord-Westphalie (Allemagne), située dans l'arrondissement de Lippe, dans le district de Detmold, dans le Landschaftsverband de Westphalie-Lippe.

## Jumelage
- Tangerhütte (Allemagne)

## Quartiers
La commune d'Extertal a été constituée lors de la réforme communale de 1969 grâce à la fusion de douze communes précédemment indépendantes situées dans le bassin versant de la rivière Exter qui lui a donné son nom.
| Quartier   | Habitants (31 décembre 2007) | Quartiers d'Extertal |
| ---------- | ---------------------------- | -------------------- |
| Almena     | 1.553                        | Quartiers d'Extertal |
| Asmissen   | 2.467                        | Quartiers d'Extertal |
| Bösingfeld | 4.891                        | Quartiers d'Extertal |
| Bremke     | 396                          | Quartiers d'Extertal |
| Göstrup    | 201                          | Quartiers d'Extertal |
| Kükenbruch | 324                          | Quartiers d'Extertal |
| Laßbruch   | 727                          | Quartiers d'Extertal |
| Meierberg  | 368                          | Quartiers d'Extertal |
| Nalhof     | 427                          | Quartiers d'Extertal |
| Rott       | 423                          | Quartiers d'Extertal |
| Schönhagen | 263                          | Quartiers d'Extertal |
| Silixen    | 1.655                        | Quartiers d'Extertal |

## Personnalités

### Filles et fils de la commune

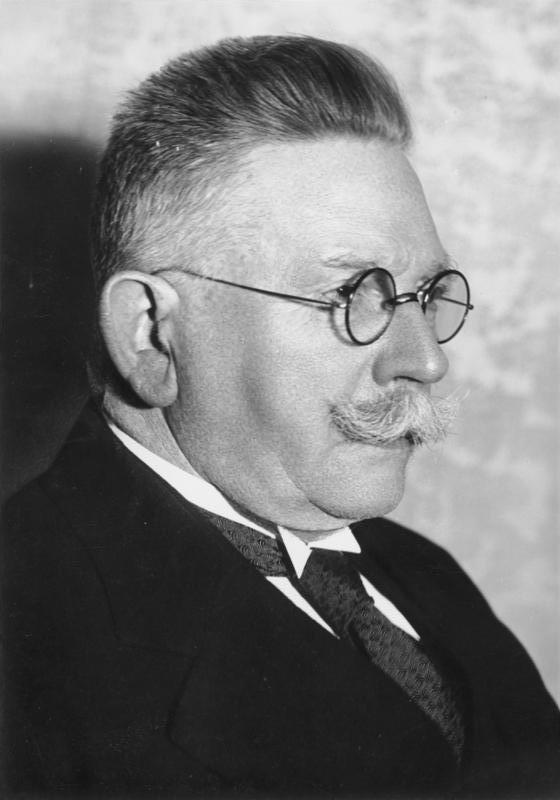
L'homme politique et l'entrepreneur Alfred Hugenberg de Extertal-Kükenbruch.

Simon von Sternberg est né à Extertal avant 1389. Il est l'évêque de Paderborn et le comte de Sternberg. Son lieu de naissance est probablement près du bourg actuel de Sternberg, éventuellement aussi sur le Alt-Sternberg, à Dörentrup.
En 1951 meurt à Extertal-Kükenbruch l'industriel et le chef d'entreprise dans le domaine des médias, Alfred Hugenberg. Il est né en 1869 à Hannovre. À partir de 1933, il fait partie en tant que ministre de l'économie au premier cabinet de Hitler, considéré comme dirigeant des nationalistes allemands, opposant à la République de Weimar et un précurseur du Nationalsocialisme.
Simon Albert, né le 18 octobre 1889 à Bistrup, était un poseur de tuiles et un écrivain. En 1986, il est mort presque centenaire à Extertal.
Friedrich Winter est né en 1896. C'est un homme politique appartenant au SPD, maire de Silixen, chef de district aux alentours de Lippe et membre du Landtag de Lippe et de Rhénanie-du-Nord-Westphalie.
Karl-Heinz Hansen est né en 1927, également un homme politique et ancien membre du parti SPD du Bundestag.
L'ancien membre du Bundestag et homme politique appartenant au SPD, Karl Hermann Haack est né en 1940 à Extertal.
Le rappeur Casper est né en 1982 à Extertal.

### Autres personnalités liées à Extertal
Les personnalités suivantes ne sont pas nées dans la commune de Extertal, mais sont étroitement en relation avec cette commune ou respectivement une partie de cette commune. Avant 1243 Heinrich I. von Schwalenberg est à citer, en tant que premier comte de Sternberg et fondateur du Burg du même nom. Vers 1340 Simon III., suzerain de Lippe, premier propriétaire du Burg et du comté de Sternberg. Hermann Wulff, maître bâtisseur, bâtit le Burg Sternberg. Gottfried Heinrich zu Pappenheim, général, réside l'hiver 1631/1632 sur le Burg Sternberg. Simon Heinrich Adolf, suzerain du comté de Lippe, met aux enchères le Burg Sternberg à cause de dettes à Hannovre.